# Keryo-Pente
Keryo-Pente är en vidareutveckling av brädspelet pente som 1983 togs fram av den dåvarande pentevärldsmästaren Rollie Tesh. Avsikten var att genom regeländringar balansera spelet, som annars medför en alltför stor fördel för den som börjar. Tesh hävdade rentav att vit alltid har säker vinst, om man spelar pente korrekt.
Keryo-Pente finns som onlinespel på webbplatser som Brainking, Board Game Arena och Pente.org.

## Spelregler
Keryo-Pente är ett spel med fullständig information. Den ene spelaren förfogar över mörka (hädanefter kallad svarta) och motståndaren över ljusa (vita) stenar som växelvis placeras i skärningspunkterna på ett rutat bräde. Spelaren med vita stenar börjar.
Om en spelare omringar en obruten rad om två eller tre av motståndarens pjäser fångas dessa stenar och tas omedelbart bort från brädet.
Syftet är att placera fem eller fler stenar i en sammanhängande rad vertikalt, horisontellt eller diagonalt (precis som i luffarschack) - eller att fånga minst femton av motståndarens stenar.
Man kan on-line spela med enbart dessa grundläggande regler, då på ett bräde med 13 x 13 rutor. Denna variant kallas Öppna Keryo Pente.
I regel spelas Keryo-Pente annars på ett bräde med 19 x 19 rutor. Lägger man till en så kallad swap-regel så får man varianten DK-Pente. Det innebär att spelare 1 växelvis lägger ut två vita och två vita stenar varpå motståndaren sedan får välja om hen vill fortsätta spelet som vit eller svart. 
En variant på samma tema är Swap2-Keryo. Där börjar en spelare med att placera ut två vita och en svart sten, Nästa spelare har sedan tre val: fortsätt som vit, fortsätt som svart eller lägg ut ytterligare en sten av vardera färgen och lämna valet till motståndaren.
I grundutförandet av Keryo-Pente spelar man med den så kallade turneringsregeln. Vit måste då placera sin första sten på brädets mittpunkt och sin andra på eller utanför en förbjuden zon om 7 x 7 skärningspunkter (det vill säga minst tre skärningspunkter ifrån den första vita stenen). Detta för att minska fördelen för den som börjar. Om man spelar med denna regel på ett 13 x 13-bräde kallas det för Lilla Keryo Pente.